# Finländska mästerskapet i fotboll 1917
Finländska mästerskapet i fotboll 1917 vanns av HJK Helsingfors.

## Finalomgång

### Semifinaler
| HJK Helsingfors | PV Helsingfors | 4-1 |  |  |
| IFK Åbo         | Reipas Viborg  | 5-1 |  |  |

### Final
| HJK Helsingfors | IFK Åbo | 4-2 |

- HJK Helsingfors finländska mästare i fotboll 1917.